# Stenotrema blandianum
Stenotrema blandianum är en snäckart som först beskrevs av Henry Augustus Pilsbry 1903.  Stenotrema blandianum ingår i släktet Stenotrema och familjen Polygyridae. Inga underarter finns listade i Catalogue of Life.